# Гюнешлі
Ґюнешлі, також Норашен (азерб. Günəşli, вірм. Նորաշեն) — село у Ходжавендському районі Азербайджану. Ґюнешлі розташований поруч з селами Сор та Дагдьошю.

## Історія
Під час війни в селі було знищено 42 будинки. З початком війни вірменське цивільне населення села було вимушене покинути своє село, через постійний безлад радянської влади азербайджанці викрали 526 голів великої, 360 голів дрібної рогатої худоби.
4 травня 2005 р. відкрився медичний і соціальний центр.
У вересні 2006 р. в селі була відкрита нова будівля школи.
20 жовтня 2020 було звільнено військами Азербайджану під час нового етапу війни в Нагірному Карабасі.

## Пам'ятки
У селі розташована церква 1893 р., цвинтар 19 ст. та хачкар 9-11 ст.